# Bernhard Schneider (Maler)
Bernhard Schneider (* 15. Februar 1843 in Lüneburg, Königreich Hannover; † 17. Juli 1907 in Cedarburg, Wisconsin) war ein deutsch-amerikanischer Landschaftsmaler der Münchner und Düsseldorfer Schule. Ab 1887 arbeitete er auch als Fotograf.

## Leben
Schneider erhielt eine akademische Malerausbildung, zunächst an der Akademie der Bildenden Künste München, dann an der Kunstakademie Düsseldorf, wo er in den Jahren 1866 bis 1868 die Landschafterklasse von Oswald Achenbach besuchte. Eine Zeit lang wirkte er anschließend als freischaffender Landschaftsmaler in Düsseldorf. 1878 ging er nach Dresden und ließ sich in Blasewitz nieder. 1885 wanderte er in die Vereinigten Staaten aus. Gemeinsam mit rund zwanzig Malern, unter ihnen Friedrich Wilhelm Heine, August Lohr, Otto von Ernst, Wilhelm Schröter, Gustav Wendling und Paul Wilhelmi, ließ er sich von der American Panorama Company (später Lohr and Heine Panorama Company) in Milwaukee, Wisconsin, anheuern und stellte  Cycloramen her. Die Panoramen, an denen er als Landschaftsmaler beteiligt war, hießen Storming of Missionary Ridge/Battle of Chattanooga, Battle of Atlanta, Jerusalem on the Day of the Crucifixion und Christ’s Triumphal Entry Into Jerusalem. Zusammen mit Heine begann er, sich ab Oktober 1887 mit der Fotografie zu beschäftigen, nachdem er für 40 Dollar von seinem Künstlerkollegen George Peter eine Kamera gekauft hatte. Seine frühen fotografischen Aufnahmen aus der Gegend Cedar Creek, die in der Groth Family Photography Collection entdeckt wurden, zeigen ein Interesse für pastorale landschaftliche Motive. Andere schildern das Leben in Hilgen’s Spring Park, einer Freizeitanlage bei der Stadt Cedarburg, Wisconsin, wo Schneider seit etwa 1889 lebte und ruhige Landschaften malte, oft am Milwaukee River. Schneider behielt seine sozialen und geschäftlichen Kontakte nach Milwaukee bei, so war er Mitglied der Society of Milwaukee Artists (später bekannt als Wisconsin Painters & Sculptors). Von 1898 bis zu seinem Tod im Sommer 1907 lebte Schneider als Untermieter im Haus des Ehepaars Carl und Emma Bauer, Ecke Spring Street und Hilbert Avenue, in Cedarburg.

## Werke (Auswahl)

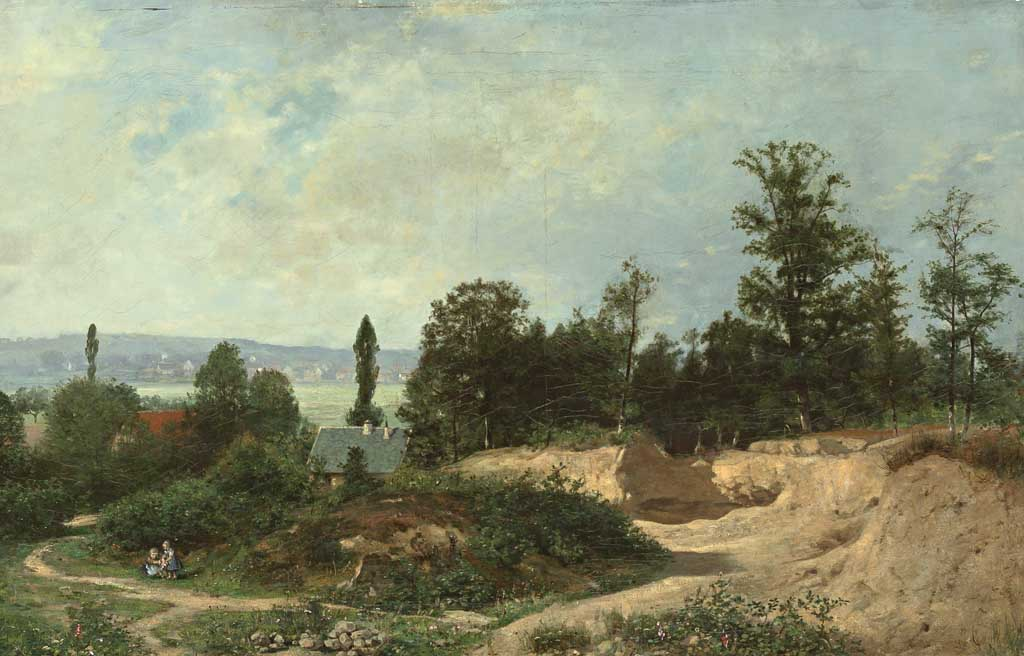
Landschaft am Rande eines Waldes, 1876

Schneider stellte selten aus, er vermarktete sich kaum. Seine Bilder zeigen den Stil der deutschen akademischen Malerei des 19. Jahrhunderts, später wandte er sich dem amerikanischen Tonalismus zu.
- Watzmann bei aufziehendem Gewitter, 1873
- Landschaft am Rande eines Waldes, 1876
- Maler am See, 1888

## Ausstellungen
- 1942: Ausstellung seiner Werke in Milwaukee
- 2014: Bernhard Schneider: From Lens to Brush, Cedarburg Art Museum